# Orchipedum echinatum
Orchipedum echinatum är en orkidéart som beskrevs av Leonid Vladimirovitj Averjanov och Averyanova. Orchipedum echinatum ingår i släktet Orchipedum och familjen orkidéer. Inga underarter finns listade i Catalogue of Life.